# Peace Maker Kurogane
Peace Maker Kurogane (jap. PEACE MAKER鐵) ist die Fortsetzung des Mangas Peace Maker (jap. Shinsengumi Imon Peace Maker) der japanischen Mangaka Nanae Chrono. Auf Basis des Mangas wurde im Jahr 2003 eine Anime-Fernsehserie produziert.
Der Manga thematisiert das Leben der Shinsengumi, einer Samurai-Schutztruppe, die in der Edo-Periode in Japan für das Shōgunat kämpfte. Das Werk lässt sich in die Genre Action, Abenteuer, Komödie und Drama einordnen.

## Handlung
In den letzten Jahren der Edo-Zeit, der Bakumatsu-Zeit, wird der 15-jährige Tetsunosuke Tetsu Ichimura Mitglied der Shinsengumi. In der unruhigen Zeit kurz vor Ende des Tokugawa-Shogunats bildet die Miliz eine mächtige Gruppe in der Hauptstadt Kyoto. Tetsu will stärker werden und den Mord an seinen Eltern rächen, die von Revolutionären getötet wurden. Nach seiner Aufnahme in die Shinsengumi wird er zu seiner Unzufriedenheit lediglich Bursche des Vizekommandanten Hijikata. Sein älterer Bruder Tatsunosuke arbeitet als Buchhalter bei der Truppe. Tetsu aber wünscht sich jedoch nichts sehnlicher, als ein Schwert an seiner Seite zu tragen und ein vollständiges Mitglied der Shinsengumi zu werden.

## Figuren
Ichimura Tetsunosuke (市村鉄之助)
Der Protagonist ist ein kleiner, willensstarker und meist unterschätzter 15-jähriger Junge, der der Shinsengumi beitritt. Er wird dabei von den älteren Mitgliedern nicht immer ganz ernst genommen.
Ichimura Tatsunosuke (市村辰之助)
Tetsus überbesorgter großer Bruder und Beschützer ist Buchhalter bei der Shinsengumi. Er ist höflich, redegewandt und realistisch. Nach dem Tod ihrer Eltern musste er für seinen Bruder und sich sorgen. Im Gegensatz zu seinem jüngeren Bruder versucht er alle Rachegadanken zu verdrängen. Ihm gelingt es jedoch nicht diese Einstellung auch auf Tetsu zu übertragen. Tatsu hat ferner die Angewohnheit sich für seinen jüngeren Bruder zu entschuldigen.
Okita Sōji (沖田総司)
Okita ist der Anführer der ersten Kampfeinheit der Shinsengumi. Er ist ein zierlicher und teilweise kindisch wirkender Charakter, der jedoch als bester Schwertkämpfer der Shinsengumi in Kampfsituationen mit fürchteinflößenden, tödlichen Fähigkeiten überrascht. Er hat eine starke Bindung zu Hijikata und ist einer der wenigen Personen, die Tetsu wirklich verstehen. Er nimmt Tetsu ernst und übt mit ihm. Des Weiteren liebt er Kinder und wird nur selten ohne sein kleines Ferkel Saizo gesehen.
Hijikata Toshizō (土方歳三)
Der zweite Vizekommandant Hijikata, versteckt sein Mitleid hinter einem kalten und unbarmherzigen Verhalten und ist deshalb als „der Teufel der Shinsengumi“ bekannt. Er ist ein brillanter Stratege und außerordentlicher Kämpfer. Er zählt Kondo, Yamanami und Okita zu seinen engsten Freunden und ist seinem Burschen, Tetsu, ein strenger Meister. Sein Hobby ist das Schreiben von Haiku, worin er jedoch keine großen Fähigkeiten besitzt.
Harada Sanosuke (原田左之助)
Der Anführer der zehnten Kampfeinheit und bester Speerkämpfer der Shinsengumi zählt Nagakura Shinpachi und Tōdō Heisuke zu seinen besten Freunden. Gemeinsam bilden sie ein Trio, welches als „die drei Komödianten“ bekannt ist und deren liebstes Hobby zu sein scheint, Tetsu zu ärgern.
Nagakura Shinpachi (永倉新八)
Der Anführer der zweiten Kampfeinheit der Shinsengumi stellt sich Tetsu selbst als „Sanosukes Aufseher“ vor. Wie Tetsu wird er häufig auf Grund seiner Größe und seines jungen Aussehens unterschätzt. Tatsächlich ist er jedoch ein geschickter Schwertkämpfer auf dem Level von Okita Souji. Vor allem in Verbindung mit Sanosuke und Heisuke wird er oft als Joker eingesetzt.
Tōdō Heisuke (藤堂平助)
Der Anführer der achten Kampfeinheit der Shinsengumi ist das jüngste Mitglied von Kondos Truppe und der jüngste Anführer einer Einheit der Shinsengumi.
Saitō Hajime (斎藤一)
Der Anführer der dritten Kampfeinheit der Shinsengumi hat die übernatürliche Fähigkeit Geister und Auren zu fühlen, was manch anderes Mitglied entnervt, und ist in der Lage Informationen über zukünftige Ereignisse wahrzunehmen.
Yamanami Keisuke (山南敬助)
Der zweite Vizekommandant ist ein gutmütiger und fürsorglich Charakter, womit er einen Gegenpol zu Hijikata darstellt. Er ist bei seinen Untergebenen beliebt. Wie Hijikata möchte auch er Tetsu kein Schwert in die Hand geben. Allerdings kann sich Yamanami mit den Methoden und Zielen der Truppe zunehmend weniger identifizieren, so dass er einen Fluchtversuch unternimmt und dafür Seppuku begehen muss.
Saya (沙夜)
Saya ist stumm und kommuniziert durch Schreiben. Sie gibt Tetsu einen gewissen Halt im Leben und muntert ihn gelegentlich auf. Auch sie hat ihre Eltern verloren, denkt aber im Gegensatz zu Tetsu nicht an Rache, was Tetsu bisher davon abhält wirklich hasserfüllt zu werden. Im Verlauf der Handlung scheint Tetsu sich in sie zu verlieben.

## Manga-Veröffentlichung
In Japan erschien der Manga von 2001 bis Juli 2014 im Manga-Magazin Comic Blade bei Mag Garden. Danach wechselte die Serie in das Magazin Gekkan Comic Garden. Die Geschichte wurde auch in Form von bisher 17 Sammelbänden veröffentlicht.
Tokyopop veröffentlichte den Manga ab Juni 2005 in Deutschland. Die Übersetzung stammt von John Schmitt-Weigand. Band 5 erschien mit einer auf 600 Stück limitierten Figur des Shinsengumi Soji Okita. Die deutsche Fassung wurde nach dem 6. Band im Februar 2012 abgebrochen. Auf Englisch erschien der Manga bei ADV Manga, auf Französisch bei Kami.

## Anime
Im Jahr 2003 produzierte das Studio Gonzo eine 24-teilige Anime-Fernsehserie zum Manga Peace Maker Kurogane. Dabei führte Tomohiro Hirata Regie, Akemi Hayashi entwarf das Charakterdesign und künstlerischer Leiter war Masahiro Sato. Die Drehbücher schrieben Hiroshi Yamaguchi und Nahoko Hasegawa. Außer der Geschichte aus dem Manga Peace Maker Kurogane werden auch Elemente aus der Vorgängerserie Peace Maker aufgegriffen, um dem Zuschauer Hintergrundinformationen zu geben. Die Serie wurde vom 7. Oktober 2003 bis zum 24. März 2004 durch TV Asahi in Japan erstmals ausgestrahlt. Später folgten Ausstrahlungen durch Kids Station und TV Kanagawa.
Die Serie wurde auf Englisch von The Anime Network und Showtime gesendet, auf Spanisch durch Buzz Channel und auf Tagalog von Hero und QTV Channel 11. Außerdem wurde der Anime ins Französische übersetzt. Auf Deutsch erschien die Serie bei Tokyopop auf DVD, was die erste Anime-Veröffentlichung des Manga-Verlags darstellte.
Am 15. April 2016 wurde die Planung einer neuen Anime-Adaption bekannt gegeben. Am 2. Juni 2018 kam in Japan der Kinofilm Peacemaker Kurogane: Omō-michi heraus. Er entstand unter der Regie von Shigeru Kimiya und nach einem Drehbuch von Eiji Umehara bei Studio White Fox. Crunchyroll brachte den Anime auf Englisch heraus. Am 17. November des gleichen Jahres folgte der Film Peacemaker Kurogane: Yūmei vom gleichen Team.

### Synchronisation
Die deutsche Fassung wurde von TV+Synchron hergestellt.
| Rolle                | japanischer Sprecher (Seiyū) | deutscher Sprecher |
| -------------------- | ---------------------------- | ------------------ |
| Ichimura Tetsunosuke | Yumiko Kobayashi             | Hannes Maurer      |
| Ichimura Tatsunosuke | Yuji Ueda                    | Robin Kahnmeyer    |
| Okita Sōji           | Mitsuki Saiga                | David Turba        |
| Hijikata Toshizō     | Jōji Nakata                  | Nicolas Böll       |
| Harada Sanosuke      | Kenji Nomura                 | Oliver Feld        |
| Susumu Yamazaki      |                              | Karlo Hackenberger |

### Musik
Die Musik der Serie wurde komponiert von Keiichi Oku. Der Vorspanntitel You Gonna Feel und das Abspannlied Hey Jimmy stammen von HAV. Am 21. Dezember 2003 erschien der Soundtrack als Album. Das Openinglied erschien am 10. März 2004 auch auf CD.

## Hörspiele
Geneon brachte eine fünfteilige Hörspielserie zum Franchise heraus. Die CDs erschienen von 21. Dezember 2003 bis 23. April 2004. Ein weiteres Hörspiel erschien am 25. November 2005 auf CD, ebenfalls bei Geneon.

## Rezeption
Bis April 2018 wurden von der Reihe mehr als 6 Millionen Exemplare verkauft. Mehrere der Bände standen in den Manga-Verkaufscharts, so Band 6 im November 2010 mit über 50.000 Verkäufen. Die höchste Verkaufszahl nach Veröffentlichung erreichte Band 8 im April 2015 mit 71.000 Stück. Zuletzt stand im Oktober 2017 Band 13 in den Verkaufscharts, mit 35.000 verkauften Exemplaren.
Über den Manga schreibt Kuno Liesegang bei Splashcomics von einem stimmigen historischen Hintergrund, jedoch sei der Einstieg für diejenigen schwer, die Peace Maker nicht gelesen haben. Die Shinsengumi seien zu Beginn eher als Spaßtruppe dargestellt, später werde die Handlung ernster. Teilweise sei die Handlung jedoch unlogisch und kompliziert, teilweise auftretende Fantasy-Elemente passten nicht in den Rest der Geschichte. Später werde der Manga textlastiger und es würde viel über japanische Geschichte vermittelt, doch wirken die komischen Einlagen dazwischen störend. Die Zeichnungen seien detailliert und passend, besonders das Charakter-Design und die Hintergründe sei ansprechend. Jedoch würde zu oft Rasterfolie eingesetzt und die Frisuren der beiden Hauptcharaktere erinnern zu sehr an Yu-Gi-Oh. Im weiteren Verlauf der Handlung könne auch die Stimmung nicht mehr transportiert werden, die Charaktere wirkten starr und unfertig. Die Zeitschrift AnimaniA schreibt, dass man dem Manga zwar die Begeisterung des Autors für Geschichte anmerke, aber die „oftmals übertrieben albernen Aussetzer“ der Story ihren ernsthaften Hintergrund rauben würden und „die Geschichte nur als Mittel zum Zweck erscheinen“ ließen. Ohne Kenntnis des Vorgängermangas sei die Geschichte teilweise verwirrend und lasse den Leser ratlos zurück. Die Panels seien häufig durch Nahaufnahmen ausgefüllt und die Zusammenhänge daher schwer zu erkennen, Actionszenen seien zumeist überladen und unübersichtlich. „Die spärlich vorhandenen Hintergründe sind durchweg nur angedeutet und verankern die Story in der Zweidimensionalität“. „Bis auf einige gut ausgearbeitete Charaktere“ sei die Serie nur Mittelmaß und könne nur Hardcore-Fans überzeugen. Im weiteren Verlauf werde die Geschichte ernsthafter und der Humorgehalt gehe zurück, Mängel in der Layoutgestaltung blieben aber erhalten.
Die Geschichte erkunde ihr historisches Setting durch weniger bekannte Persönlichkeiten und über das Mittel der Hauptfigur Tetsunosuke als Jederman und Identifikationsfigur für den Zuschauer, so die Anime Encyclopedia. Bekanntere Persönlichkeiten haben nur kurze und eher karikierte Auftritte. Die sympathischen, aber nicht sehr originellen Charaktere würden auf eine komische und actionreiche Reise geschickt. Der Protagonist lege neben genretypischen Rachedurst als Triebfeder für sein Handeln auch eine eher für Magical-Girl-Serien typische Tollpatschigkeit an den Tag. Mit seinen sanften, erdigen Farben gebe der Anime ein Gefühl der Ära, ohne wie ein Historienspiel daherzukommen. Die deutsche Fachzeitschrift MangasZene schreibt über den Anime, dass die vorkommenden historischen Persönlichkeiten kaum Ähnlichkeit mit ihren Vorbildern hätten. Die Shinsengumi würden in der Serie größtenteils zu „freundlichen Clowns, die […] sich pausenlos mit einem unreifen Krawallkind befassen“. Die Geschichte versinke meist in belanglosen Witzchen und die angesprochenen ernsthaften Themen wirkten nur platt und störend. Die Charaktere und Situationen seien abgenutzt und ältere Serien des Genres wie Rurouni Kenshin würden wesentlich mehr Spaß bieten. Der Anime setzte des Manga im Charakterdesign originalgetreu um, so die AnimaniA, und ergänze die Geschichte mit „unaufdringlich kolorierten und detailreichen Settings“. Tetsu könne als großer Sympathieträger vermittelt werden. Der Humor werde in Form von SD-Einlagen nur gelegentlich platziert und der Soundtrack unterstütze die Handlung passend und abwechslungsreich. Herausragend und modern gehalten sei die Bildsprache mit dynamischen Kamerafahrten und abwechslungsreichen Einstellungen, insbesondere in rasant in Szene gesetzten Kämpfen. Die deutsche Synchronisation sei überdurchschnittlich gelungen und gut besetzt. Der Anime biete spannende Action und liebenswerte Charaktere sowie interessante historische Hintergründe zum Entdecken und spreche dabei auch an der japanischen Kultur Interessierte an. er sei etwas ernster als Samurai Champloo, was durch den übermotivierten Protagonisten jedoch wieder aufgehoben werde.